# Операция «Плаушер»

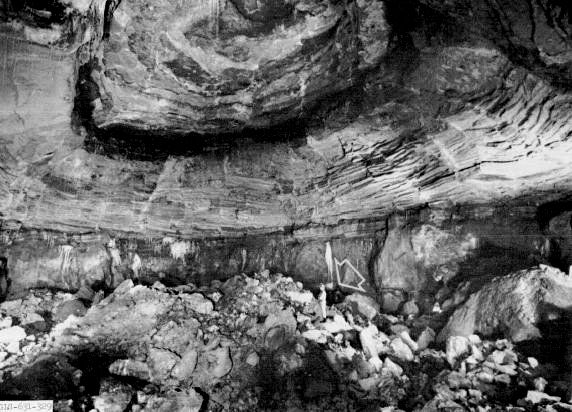
Испытание «Gnome». Мощность 3,1 килотонны. Глубина ~350 м. Человек (указано стрелкой), стоящий внутри полости, созданной взрывом

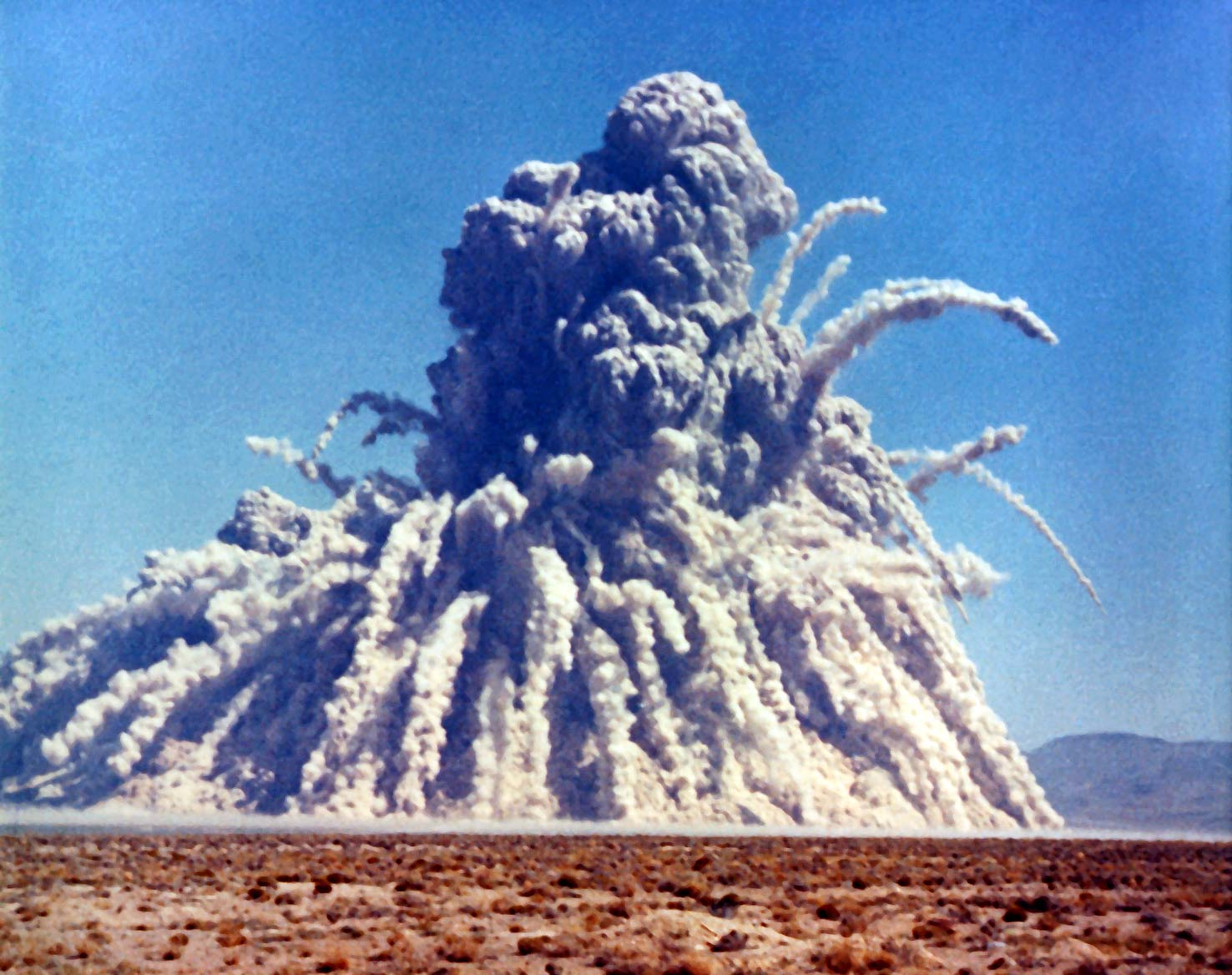
Подземный взрыв мощностью в 104 килотонны, произведённый в рамках проекта «Сторакс» в пустыне Невада 4 июня 1962 года.

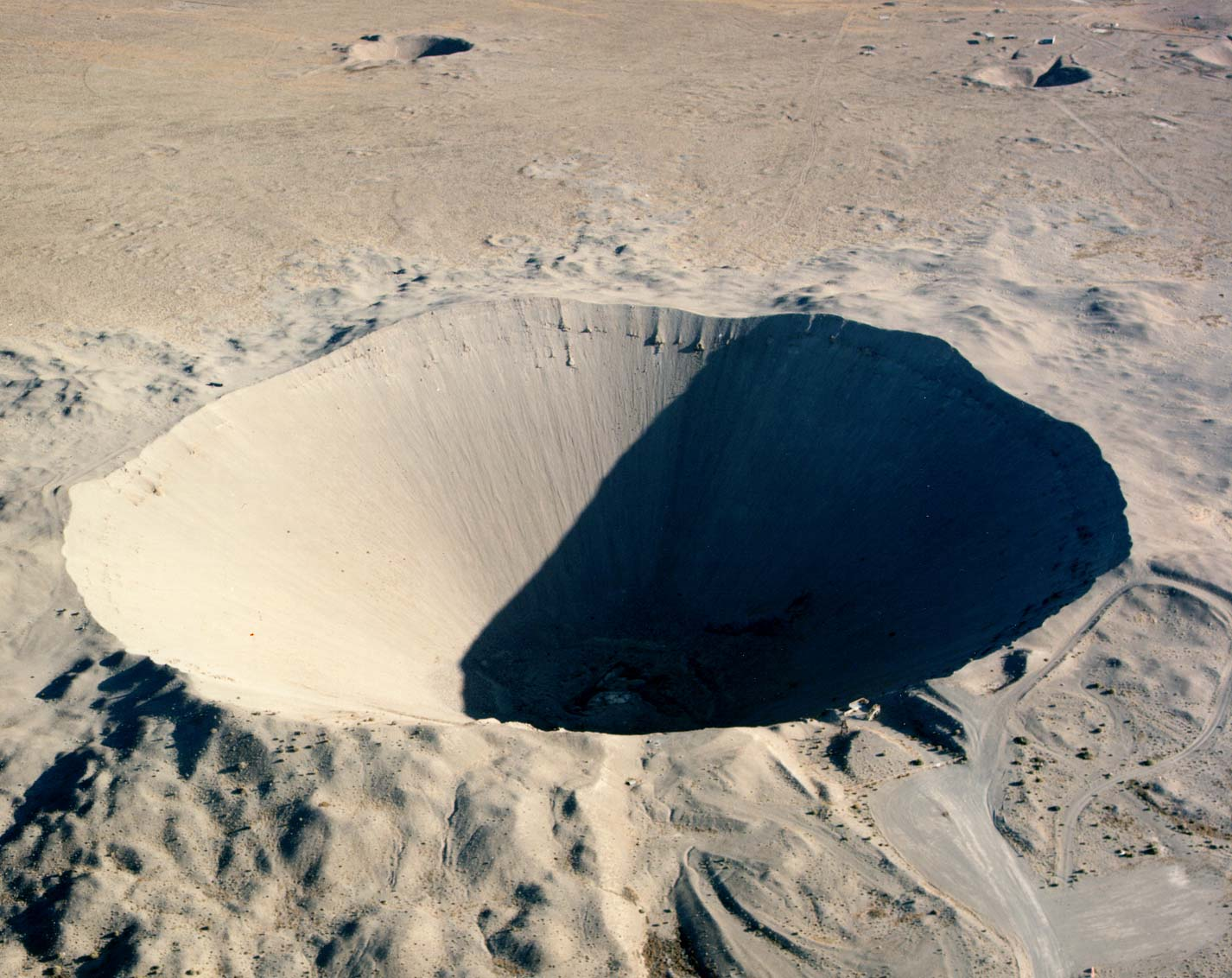
Кратер, образованный взрывом 4 июня 1962 года в рамках проекта «Сторакс», глубина — 100 метров, диаметр — 390 метров.

Операция Плаушер (англ. Operation Plowshare; в советских изданиях использовалось название «Операция „Лемех“») — программа проведения серии ядерных взрывов на территории США для решения промышленных и других невоенных задач (проверки принципиальной возможности взрывного бурения скальных грунтов, одномоментного создания котлованов под строительство и др. операций при помощи списанного с эксплуатации и подлежащего утилизации ЯО, срок хранения которого подошёл к концу). Запущена в 1957 году, свернута в 1973 году. В рамках программы было осуществлено 27 взрывов на территории 3 штатов США. Проект курировался физиком Эдвардом Теллером, сменившим Роберта Опенгеймера на должности главного ядерного физика США.
В невоенных или не вполне военных целях (хотя интерес военных в проведении такого рода мероприятий присутствовал всегда) атомные взрывы производились в двух государствах: СССР и США. Аналогом данной программы в СССР была «Программа № 7», запущенная в 1965 году и свёрнутая в 1988 году. Представителей вооружённых сил указанные испытания интересовали с точки зрения воздействия взрывной волны на различные типы грунтов, подземные сооружения, сейсмические последствия взрыва для подземной инфраструктуры и интересующей территории в целом, для расчёта допустимой сейсмической нагрузки, выдерживаемой конструкциями подземных сооружений.

## История
В июне 1950 года в одной из газет США печатается научная статья молодого физика из Лос-Аламоса, в которой рассматривается возможность прокладки каналов, дробления руды, разрушения айсбергов и осуществление прочих невоенных целей при помощи энергии, вырабатываемой ядерными взрывами. С этого момента идея использования мирного атома находит последователей среди научных кругов и рядовых обывателей. В 1957 году в США объявлен старт программы «Плаушер» (англ. plowshare «лемех»), согласно которой при помощи промышленных ядерных взрывов планируется создать железнодорожную насыпь в горах Бристоль (пустыня Мохаве), развернуть добычу нефти в Канаде, соорудить глубоководную гавань в Австралии.
В 1961 году в штате Нью-Мексико в рамках программы на глубине 350 метров был произведен подрыв первого ядерного заряда в серии, получившего название «Gnome», в результате взрыва образовывается огромная подземная полость, в которой предполагается хранить газ, но эксперимент оканчивается скандалом: вырвавшееся из под земли радиоактивное облако накрывает пересечение двух важных шоссейных дорог, движение на них временно перекрывается. В 1962 году в штате Невада производится следующий взрыв «Storax Sedan», в результате взрыва образуется огромная воронка. В дальнейшем при помощи таких зарядов планировалось рыть котлованы и строить морские гавани, однако и этот взрыв сопровождается скандалом: в радиусе 300 километров от эпицентра взрыва фиксируется выпадение опасных радиоактивных осадков.
Эдвард Теллер выдвигает идею глобального проекта создания крупной морской гавани на Аляске, но категорически против его осуществления встает коренное население Аляски. В результате протестов проект свертывается. Следующей глобальной идеей была прокладка второго Панамского канала. Для прокладки канала, согласно плану, требуется от 10 до 14 лет и 302 ядерных взрыва. Однако под воздействием прессы, выдвинувшей опасение относительно полной расцепки двух континентов в результате вероятного разрушения Панамского перешейка, что повлечёт за собой глобальную сверхкатастрофу, в 1970 году проект закрывают. В начале 1970-х годов проводится ряд экспериментов на газовых и нефтяных месторождениях, однако конкуренты атомщиков выступили в прессе с предположением, что зараженный радиацией газ попадет в общую сеть и таким образом окажется в доме каждого американца, после этого эксперименты были прекращены.
В 1973 году проект «Плаушер» признается бесперспективным и закрывается. Одной из причин закрытия проекта стала невозможность проведения испытаний на территории чьей-либо частной собственности, так как государство не могло навязывать испытания владельцам земель, а доказать целесообразность испытаний у государства не получилось. Второй причиной явилась экологическая небезопасность программы: на территории США образовалось несколько зон радиоактивного заражения.

## Хронология взрывов
| Наименование проекта | Дата             | Место                    | Мощность              | Именование серии испытаний |
| -------------------- | ---------------- | ------------------------ | --------------------- | -------------------------- |
| Gnome                | 10 декабря 1961  | Карлсбад (Нью-Мексико)   | 3 килотонны           | Nougat                     |
| Sedan                | 6 июля 1962      | Най (округ, Невада)      | 104 килотонны         | Storax                     |
| Anacostia            | 27 ноября 1962   | Най (округ, Невада)      | 5,2 килотонны         | Dominic I and II           |
| Kaweah               | 21 февраля 1963  | Най (округ, Невада)      | 3 килотонны           | Dominic I and II           |
| Tornillo             | 11 октября 1963  | Най (округ, Невада)      | 0,38 килотонны        | Niblick                    |
| Klickitat            | 20 февраля 1964  | Най (округ, Невада)      | 70 килотонн           | Niblick                    |
| Ace                  | 11 июня 1964     | Най (округ, Невада)      | 3 килотонны           | Niblick                    |
| Dub                  | 30 июня 1964     | Най (округ, Невада)      | 11,7 килотонн         | Niblick                    |
| Par                  | 9 октября 1964   | Най (округ, Невада)      | 38 килотонн           | Whetstone                  |
| Handcar              | 5 ноября 1964    | Най (округ, Невада)      | 12 килотонн           | Whetstone                  |
| Sulky                | 5 ноября 1964    | Най (округ, Невада)      | 0,9 килотонн          | Whetstone                  |
| Palanquin            | 14 апреля 1965   | Най (округ, Невада)      | 4,3 килотонны         | Whetstone                  |
| Templar              | 24 марта 1966    | Най (округ, Невада)      | 0,37 килотонны        | Flintlock                  |
| Vulcan               | 25 июня 1966     | Най (округ, Невада)      | 25 килотонн           | Flintlock                  |
| Saxon                | 11 июля 1966     | Най (округ, Невада)      | 1,2 килотонны         | Latchkey                   |
| Simms                | 6 ноября 1966    | Най (округ, Невада)      | 2,3 килотонны         | Latchkey                   |
| Switch               | 22 июня 1967     | Най (округ, Невада)      | 3,1 килотонны         | Latchkey                   |
| Marvel               | 21 сентября 1967 | Най (округ, Невада)      | 2,2 килотонны         | Crosstie                   |
| Gasbuggy             | 10 декабря 1967  | Фармингтон (Нью-Мексико) | 29 килотонн           | Crosstie                   |
| Cabriolet            | 26 января 1968   | Най (округ, Невада)      | 2,3 килотонны         | Crosstie                   |
| Buggy                | 12 марта 1968    | Най (округ, Невада)      | от 5 до 1,1 килотонны | Crosstie                   |
| Stoddard             | 17 сентября 1968 | Най (округ, Невада)      | 31 килотонна          | Bowline                    |
| Schooner             | 8 декабря 1968   | Най (округ, Невада)      | 30 килотонн           | Bowline                    |
| Rulison              | 10 сентября 1969 | Великий Каньон, Колорадо | 43 килотонны          | Mandrel                    |
| Flask                | 26 мая 1970      | Най (округ, Невада)      | 105 килотонн          | Mandrel                    |
| Miniata              | 8 июля 1971      | Най (округ, Невада)      | 83 килотонны          | Grommet                    |
| Rio Blanco           | 17 мая 1973      | Рифл, Колорадо           | от 3 до 33 килотонн   | Toggle                     |